# オレってピヨリタン
『オレってピヨリタン』は、高崎隆の漫画作品。『月刊少年チャンピオン』で連載された。

## あらすじ
この物語の主人公は私立武双学園中学の生徒、池田順。彼は覗き痴漢常習犯である。しかし不思議なことに女子からの苦情はほとんどなく、むしろ彼を支持する声の方が多い。その理由は彼が「ピヨリタン」という特殊な能力を持っているからであった。

## 用語
ピヨリタン
池田順が持っている特殊能力。その効果は、彼に身体を触られた女性は頭の中がピヨピヨといった感じの状態になり快感を覚える。また、それを受けた女性は色気が増して魅力的になる。そのためこれが病みつきになる女性は少なくない。彼が体調不良の時にはその効果を発揮しない。花粉症の薬を大量に飲んだ時には力が暴走し、手に触れただけで女性の服がばらばらに裂けてピヨピヨになってしまう威力を発揮した。またピヨリタンは全ての女性に効果があるわけではなく、稀に効かない女性もいる。名前の由来はピューリタン（清教徒）。ピューリタンが訛ってピヨリタンになった。ピューリタンのごとく汚れのない清らかな心でこの特殊能力を使うことからこの名前がつけられた。尻尾のような後ろ髪を掴まれると力を失うのが弱点。
ピヨリタンをする
池田順が女性の身体を触り、その女性をいい気持ちにさせること。
ピヨリタン日記
池田順がつける日記。彼が今までにピヨリタンをした女性のスリーサイズ、体形、身体の各部分の詳細説明などのデータが記載されている。彼のクラスの女子のデータはほとんど載せられている。またこの日記に自分のデータを載せてほしいがために自分からピヨリタンされようとする女性もいる。もともとはピューリタン日記という名前だったが、ピヨリタン日記に変更された。

## 登場人物

### メインキャラクター
池田順（いけだ じゅん）
この物語の主人公。私立武双学園中学の2年3組の生徒。女性の身体を触ることでその女性をいい気持ちにさせる「ピヨリタン」という特殊能力を持つ。趣味は覗きと痴漢であり、女子更衣室を覗いたり女子の身体を触ったりする（ピヨリタンをする）。その後に彼が今までにピヨリタンをした女性のデータを「ピヨリタン日記」に書き込んでいる。彼に身体を触られてもいい気持ちになり快感を味わわせられるため女子からの苦情はなく、大半の女子から支持されている。
しかし彼は決して下心は持っておらず、ピューリタンのごとく純粋な気持ちでピヨリタンをして楽しむ。そして女性ならば誰にでもピヨリタンをするわけではなく、魅力的な女性にしかピヨリタンをしない。そして彼が本当に好きな女性には決してピヨリタンをしない。そのため彼の幼馴染の工藤美衣にはピヨリタンをしない。覗きをするときも彼女の裸だけは見ないようにしている。
覗きをしているのが先生や女子にばれたときに逃げることで鍛えられたため、俊敏な動きと軽快なフットワークを持つ。得意なスポーツはサッカー。趣味はテレビゲーム、虫取り、釣りだが、釣りの腕はイマイチ。尊敬する人物は池田亀太郎（デバガメ）。下着デザイナーの母を持つ。
工藤美衣（くどう みい）
この物語のヒロイン。順の幼馴染でクラスメート。順が唯一ピヨリタンをすることができない女子で、順にとってピヨリタンのブレーキ的な存在でもある。プロポーションは抜群で水泳のときには男子に注目されるほど。順にはひそかに思いをよせている。しかし順は彼女にだけはピヨリタンをしないため、自分は順に嫌われているのかもしれないと誤解をしてしまうこともあった。自分が本当に好きな女性にはピヨリタンをしないという順のポリシーに気づいていないがための誤解だった。やがて順の告白によってその誤解も解けた。
剣道部に所属していて剣の腕前は男を上回る。相手の刀を瞬時に奪い取る柳生秘伝「無刀取り」を習得している。また護身術にも長けている。家は剣道場で父親は道場の師範。真衣という5歳の妹を持つ。スリーサイズは不明。
エドワード兵庫助（エドワード ひょうごのすけ）
アメリカ人の父と日本人の母の間に生まれたハーフ。侍のような格好と言葉遣いをし、常に竹刀と日本刀を持ち歩いている。これは彼の父親が侍のファンで彼を侍のように育てたためだった。そのため日本の文化を少々誤解しているところもある。剣の修行が目的でアメリカから来日し、順の通う私立武双学園中学に転校してきた。剣道三段の腕前を持ち、敵の身体を斬らずに服だけを斬り捨てるのが得意。体育の先生と間違えられるような体格と容姿をしているが順たちと同じ中学2年生。ハレンチな男が嫌いではじめ順といがみ合ったが、しだいに慣れ親しんでいくようになる。女性が苦手で女性の裸体を見ると鼻血をふいて気絶してしまう。美衣の柳生秘伝「無刀取り」の前に敗れて以来、彼女を師として慕うようになるがその本人は迷惑している。
霧島百合子（きりしま ゆりこ）
私立武双学園中学に通う3年5組の女子生徒。中学生とは思えないほどの大人顔負けの色気を放って男を誘惑する。そのため「男殺しの霧島」という異名を持つ。またプロポーションも抜群で惚れる男も多く、今までにラブレターを貰った回数は数知れない。しかし好みのタイプは自分より年下の男なので全て断っている。格闘技にはまっていて得意技は「かかと落とし」。他の女子がピヨリタン日記に載っているにもかかわらず、自分のデータが載っていないことをひがみ、自分のデータをピヨリタン日記に書いてもらおうとするために得意の色気を使って順を落とそうとする。しかし順にとって美衣よりも魅力的な女性はいなく、大人びた色気も順には通用しなかった。それ以来、何かと順に近づいてくる。順のことを「ピヨリタン」と呼ぶ。はじめは一人称が「私」だったが、単行本4巻から「オレ」に変わる。スリーサイズはB88W61H87。
小暮雪（こぐれ ゆき）
私立武双学園中学に通う1年4組の女子生徒。みんなからは｢ユキちゃん｣と呼ばれている。その正体はネコ娘であり、初登場は普通の人間の姿だったが話が進むごとに顔は人間で身体は猫という二頭身の体型をした姿が多くなる。特技は超能力であり変身したり人や物を自由に操ったりすることができる。猫のごとく動きが機敏かつ相手に気配を感じさせないように行動するのが得意でよくスパイの役割もする。水泳が得意で泳ぎにかなり自信がある人でもなかなか追いつけないほど。
順には気があるようでよく大胆な行動をして迫ってくる。順の幼馴染である美衣をライバル視し、色気で張り合ったりすることもある。ピヨリタンが効かず順も扱いには困っている。スリーサイズはB81W57H82。
大杉久美（おおすぎ くみ）
順のクラスの委員長。真面目かつガリ勉で典型的な秀才タイプの女子生徒。そのため周りからは近寄りがたい存在であり、順もはじめは彼女にピヨリタンをすることを拒んでいた。両親の離婚以来人間不信に陥り心を閉ざしてしまうが、順には他の人とは違う何かを感じ心を開く。学校での姿は仮の姿で本当は軽い性格で眼鏡を取ると美人。
両親の離婚後、彼女は父と母のどちらと一緒に暮らすかを決められずアパートで一人暮らしをする道を選ぶ。しかし父の悪だくみによりアパートを追い出されて以後順の家に居候することになる。そしてそれが順やその母に迷惑になのではないかと感じ順の家を出て行き、美衣の家に引き取られる。最初は順の前でのみ本当の姿を見せるが、しだいに心を開いていき美衣たちの前でもその姿をあらわにするようになる。スリーサイズはB86W54H88。
相沢恵子（あいざわ けいこ）
美衣の友達。順には好意をもっていてことあるごとに色目を使って近寄ってくる。順にピヨリタンをされてピヨリタン日記にデータを書かれたあとにそのデータが少しでも間違っていたら自分から煽ってピヨリタンをさせてデータを書き直させるなど積極的なところがある。スリーサイズはB81W57H76。
泉田早苗（いずみだ さなえ）
美衣と恵子の友達。美衣と恵子と一緒に行動することが多い。順が職員会議にかけられそうになればかばったりするなどピヨリタンを内心支援している一面がある。夏に身体が急成長する可能性を秘めていた。スリーサイズはB79W56H82。
及川真理子（おいかわ まりこ）
順のクラスの担任教師。独身で彼氏イナイ歴○十年。外見どおり年はそこそことっているはずだが本人はその現実が認められず、自分は魅力的な女性であると思い込んで満足している。そのせいか年甲斐もなく派手な格好や露出度の高い格好をして周りから気味悪がられることも多々ある。順にはついで程度にピヨリタンされ、ピヨリタン日記には自分で書き込んだため一応載っている。美衣の父親である研吉には惚れていて、彼が夫婦喧嘩をして妻が実家に帰ったときを狙ってアタックするが失敗に終わった。順たちがどこかに遊びに行くときも一緒に混じって行動することも多く、誘われなかったときにはすねるなど子供っぽい行動を取ることもある。担当科目は英語。趣味は釣り。スリーサイズはB90W58H86（ただし本人が自分で書いたもの）。
池田香織（いけだ かおり）
順の母親。年齢は34歳。有名な下着デザイナーで下着をデザインするのにピヨリタン日記に載っている女子のデータを参考にすることが多い。家の中では常にセクシーな下着姿でいる。年とたるんできた身体を気にしていてそれを指摘されると怒る。勝気だが明るくノリが良い。アパートを追い出されて行くあてのない久美を何も言わずに引き取るなど面倒見が良いところがある。スリーサイズはB88W58H87。
池田泰造（いけだ たいぞう）
順の父親で大学助教授。。最終巻まで行方知れずで生きているのかどうかさえ謎であったが（本人曰く、遺跡の発掘調査に行っていたらしい）、突如故郷に帰ってきて、無双学園の学園長となる。それに伴い、生徒会によるピヨリタン禁止も解除された。順と同じくピヨリタンをすることが可能だが、その威力は順のピヨリタンの比ではないほどに高い。あまりの威力により、ピヨリタンされた女性の服は弾け飛び、その全身には強烈な電流がほとばしるかのごとく快感と幸せを覚えるようだ。また、順以上の素早さを誇る京子や西原先生をも負かすほどの素早さを誇る。
水口京子（みずぐち きょうこ）
安川辺女学園2年生で、冬休みの間、美衣の家の剣道場に泊り込んで寒稽古していた。剣道2段の腕前であり、順でも触れることさえできないほどの素早さを誇る。普段は恥ずかしがりやだが、竹刀を持つと豹変し、相手を容赦なく叩きのめす。順からは「キョンキョン」と呼ばれている。その素早さゆえに、順は彼女のピヨリタンにことごとく失敗していたが、最終巻において、泰造の手によってついにピヨリタンされた。

### ピヨリタン仲間
健二（けんじ）
順の友人であり、家でよくゲームをして遊ぶ。また覗き仲間でもあり、覗きをするときはいつも一緒に行動している。しかし順のように俊敏ではないため、覗きがばれたときにすぐに捕まることが多い。順に色っぽい母親がいることを羨ましく思っている。
佐々木まさし（ささき まさし）
私立武双学園中学に通う1年生で性格はスケベ。ピヨリタンに魅せられて順に弟子入りしようとするが断られた。しかし彼のピヨリタンへの情熱と順への忠誠心は厚く、女性の下着を盗んで渡したりピヨリタンのいいターゲットとして三浦静香を紹介したりするなどしてやっと弟子入りを許してもらえ今は一番弟子となった。出っ歯でビーバーのような顔をしているため、順には「ビーバー」と呼ばれている。彼のおじはスキーペンションを経営している。
橘ミノル（たちばな みのる）
父の転勤で私立武双学園中学に転校、順のクラスに入ってきた美少年。ピヨリタンに興味を示し、自分にもピヨリタンをして欲しいと、順につきまとっていた。後に自分もピヨリタンを身につけようと、順に弟子入りしようとする。
大能登竜一（おおのと りゅういち）
私立武双学園中学に通う1年生で、大男だが性格はおっとりしている。まさしの弟子で、そのまま順の弟子になった。順からは「アザラシ」と呼ばれている。見かけによらず足が速い。

### 武双学園教師
権藤勇（ごんどう いさみ）
体育の担当教師で剣道部の顧問をしている。強面でガタイもよく生徒や不良からも恐れられている。及川先生には片思いをしているが、当の本人は気付いていない。彼女をデート目的で釣りに誘ったこともあるが失敗した。ピヨリタン日記を覗き見するなどスケベな一面もあり、及川先生には「武双学園一のムッツリスケベ」と言われたこともある。
銀華堂筆一（ぎんかどう ふでいち）
美術の担当教師。ベレー帽と牛乳瓶メガネをかけている。美術には熱を持っていて授業中に不真面目な生徒には注意する。少々スケベなところがあり、女子のパンチラなどを見るとすぐにスケッチしてしまう。
吉野洋子（よしの ようこ）
保健室の先生。美人だが性格がきついためピヨリタン日記には載っていない。そのことで本人は無関心を装っているが本当はすごく気にしている。そのため順に自分の魅力をアピールしてピヨリタン日記にのせてもらおうとするが、ユキの超能力によって阻止された。最終巻において、順、泰造親子の手によってピヨリタンされる。
西原紀子（さいばら のりこ）
新しく入ってきた体育の女担当教師。権藤が忙しいために交代で配属された。男勝りな性格。順でも触れることのできない素早さを誇り、順のピヨリタンを妨害してくるため、事実上順の天敵となっていた。最終巻において、泰造の手によってピヨリタンされる。
山田（やまだ）
用務員。姪の辻先生を可愛がっており、彼女のピンチになると飛んで来る。
辻貴子（つじ たかこ）
及川先生の後輩で、山田用務員の姪。教育実習生として武双学園に来た。普段は控えめな性格だが、酔っ払うと大胆になる。スリーサイズはB96W58H92。
植田ヤスオ（うえだ やすお）
順の天敵の先生。風紀委員。脱腸で入院していたが、学園に復帰した。順位上の俊敏さを誇り、順に対し、自分にもピヨリタンすることを要求しながら尻を押し付ける等して、ピヨリタンを妨害する変体教師。格闘技が得意。その下品さと乱暴さから、生徒達に恐れられている。浣腸されるのが好き。トイレで尻を拭いていないのか、彼の下着からはいつも臭い臭いが漂う。ゴキブリが嫌い。怒ると鶏のような姿に変身する。順達からは「ヤスオ」と呼ばれている。キャラのモデルは作者の友人が住む街の、ゲームセンターの社長。
板橋マコト（いたばし まこと）
ヤスオの後輩で、物語後半で配属された新人国語教師。仇名は「イタイタバシバシ」。オカマで、ヤスオと共同で順のピヨリタンを妨害する。かなり毛深いが、それを指摘されると毛が伸びて凶暴化し、周囲の人間を毛で縛り上げる。弱点は猫で、猫化したユキちゃんを見ると小さな毛玉になって逃げてしまう。

### 工藤家
工藤真衣（くどう まい）
美衣の妹。年齢は5歳。順とは仲が良くよく遊んだりする。順には「マイ吉」と呼ばれている。いたずら好きなところもあり、女子の下着を盗んで渡すなどして順には気に入られている。
工藤研吉（くどう けんきち）
美衣の父親で美衣の家の剣道場の師範をしている。順の俊敏な動きには一目置いていて道場に欲しいと思っている。また美衣の婿に迎えてもよいと考えている。及川先生には惚れられているが、全く気付いていない。普段は目を閉じているが単行本1巻83ページ1コマ目でのみ開眼した。
工藤峰子（くどう みねこ）
美衣の母親。夫婦喧嘩の後、実家から戻ってきたときに順に泥棒と間違えられピヨリタンされた。美貌を保つためにフィットネスクラブによく通っている。プロポーションが抜群で、スリーサイズはB91W58H86。
美衣の助っ人として脱衣ボーリングに参加し、下着姿にまで追い詰められた。勝負に勝ったにもかかわらず、アクシデントで結局下着まで脱がされてしまう。

### 山咲家
山咲桜（やまぶき さくら）
無双学園三年生で生徒会会長を担っている。常にヘアバンドをして黒髪を整えており、勉強はできるが、少し素直になれない女の子である。生徒会活動として池田順のピヨリタン活動を撲滅しようと働くが、自分がピヨリタンのターゲットにされて無いことを知り、自分が魅力的でない女ではないのかと悩む。その悩みから、いつしかピヨリタンされたいと心の中で思うようになり、順の存在を気にかけるようになる。ピヨリタンされるチャンスを図らずも何度も逃すが、最終巻において、順の父・池田泰造の手に係り、念願のピヨリタンの洗礼を受けることとなる。スリーサイズはB86W58H89。
山咲千春（やまぶきちはる）
桜の母でPTA会長。きつい性格。順のことで頭を悩ます桜を心配し、武双学園中学に査察に来るも、ピヨリタンされる。それ以降、自分もピヨリタン日記に載りたがるようになる。

### 不良たち
大村（おおむら）
私立武双学園中学の不良グループのリーダー。本名不明。茶髪で髪型はオールバックであり、顔の数箇所にピアスのシールを貼っている。必殺技は「スーパーギャラクティカマグナムメガストライカーズ」という無駄に長い名前のパンチで、本人によるとこのパンチをくらって倒れなかった人間は誰一人いないという。ノリで女をナンパすることが多いが最近はそれもうまくいかず、特に百合子にフラれた事を気にしている。その原因を順が女子にピヨリタンをするせいだと思い込み、それ以後順を目の敵にするようになる。そして順が妹の数菜に手を出したことで更に順に対する憎悪を募らせる。不良グループのリーダーだが権藤先生には頭が上がらない。
大村数菜（おおむら かずな）
大村の妹。クラスは1年2組。性格は大胆なところがあり、ピヨリタンへの興味のため自分から順を誰もいない用具室に誘い出しピヨリタンをさせた。兄の大村はそれを阻止するため必死に捜し、順に対して激怒して助け出そうとしたことから兄に大事にされていることが分かる。美衣を順の彼女だと思い、彼女の美しさに圧倒されて以来自分にコンプレックスを持つようになる。順と佐助の決闘後、自分を本当に愛している者の存在に気付く。単行本4巻23話での一人称は「ボク」だったが、24話からは「私」に変わった。スリーサイズはB84W53H86。
中井佐助（なかい さすけ）
数菜の同級生。数菜には恋心を持っていて、そんな彼女にピヨリタンをした順に対して憎しみを抱いている。動きは忍者の如く俊敏で、順以上の素早さを誇っているのではないかと仲間からも恐れられている。かなりの実力を持っているはずだが大村の下に仕えているのは大村が数菜の兄だからだと推測される。その素早さを買われてスパイ役を務め、大村の命により順たちの弱点を探った。しかしそれもかなわず順と直接対決することになり、互角に闘い合ったが勝負は付かず最後は美衣、百合子、数菜の色気満点の仲裁によって収まった。その後、数菜への一途な思いが彼女に届いた。
山上ヒロマサ（やまがみ ひろまさ）
大村の舎弟。髪型はリーゼントでサングラスをかけている。大村の必殺技「スーパーギャラクティカマグナムメガストライカーズ」にやられて以後、彼の下につく。百合子に惚れていて彼女にラブレターと花束で告白したがあっさりフラれた。それを順のピヨリタンのせいだと思い込み、彼を逆恨みするようになる。
梶川ノブテル（かじかわ のぶてる）
同じく大村の舎弟。髪型はパンチパーマ。同じく大村の必殺技「スーパーギャラクティカマグナムメガストライカーズ」にやられて以後、彼の下につく。同じく百合子に惚れていて彼女にラブレターと花束で告白したがあっさりフラれた。同じくそれを順のピヨリタンのせいだと思い込み、彼を逆恨みするようになる。

### 芸能界
岡部真希（おかべ まき）
コミネプロダクション所属のアイドル。高校2年生。性格はわがままで歌や衣装もイマイチで人気はなく、裏でも陰湿な嫌がらせを受けている。そのため投げやり気味になっていて芸能界を辞めようとも思っていた。しかし彼女のファンである順は彼女の隠された魅力を見抜いていて、彼女の衣装デザインの依頼を香織が受けたときに彼女の魅力を引き立たせるような衣装をデザインした。そして自分のためにここまでしてくれる順に感動して芸能活動を続けることを決心する。現在は人気アイドルとして活躍している。スリーサイズはB83W55H84。
丸男肇（まるお はじめ）
イタコプロダクションの社長。自称「芸能王」であり、社員には自らのことを「王様」と呼ばせている。岡部真希の大ヒットの裏にはピヨリタンが絡んでいることを知った。そしてピヨリタンを利用してイタコプロダクションの儲けを上げようと計画し、同社所属の「オーロラ3人娘」を餌にして順を拉致した。しかし彼の横暴さに呆れたオーロラ3人娘が順を逃がしてしまい計画は失敗。そして次は順の幼馴染である美衣をスカウトし、イタコプロダクションでデビューさせてピヨリタンを利用するという計画を立てるが、美衣本人は芸能界に興味を持っていないため再び失敗。後に再登場し、ピヨリタンの失敗続きで不調な順にアドバイスを与えた。
上原子タカエ（かみはらこ たかえ）
西原先生の姪で、イタコプロ所属のアイドルグループ「エスピーダ」の一員。スリーサイズはB78W52H83。「ピヨリタンがあれば売れる」という丸男社長の勧めにより、私立武双学園中学に転校してきた。メンバーは他に3人おり、そのうちの1人はヒロコという名前。美人のマネージャーがおり、彼女のスリーサイズはB89W58H92。エスピーダは後に解散した。元ネタはSPEEDの上原多香子。
オーロラ3人娘（セクシーシールズ）
イタコプロ所属の3人組。丸男社長に命じられて順を拉致するも、彼の横暴さに呆れて順を逃がす。登場当初は仕事もなく、暇を持て余していたが、順を拉致した際にピヨリタンされ、それ以降色っぽくなって仕事が増え、グループ名を「セクシーシールズ」に改名して人気者になった。
菅野（すがの）
エスピーダのダンスの先生。強面でガタイが良い。丸男社長に命じられて、ピヨリタンの失敗続きで不調な順にダンスを教え、ピヨリタンの強化のきっかけを作ることになった。

### 私立レーベル学園
サラ
アメリカンスクールである私立レーベル学園に通う2年生。日本語が得意で関西弁でしゃべる。西原先生並みの素早さを誇り、順のピヨリタンをかわす。同年代の順を子供扱いしている。本を運んでいて動けないところを順に襲われるも、邪魔が入ったためにかすっただけで終わった。それ以降は登場していないため、美衣と同様、事実上最後までピヨリタンされなかった女性である。
シンディ
私立レーベル学園に通う2年生。ピヨリタンされる。
リタ
私立レーベル学園に通う2年生。ピヨリタンされる。
ジュリア
私立レーベル学園に通う2年生。ピヨリタンされる。
ハンナ
私立レーベル学園教師。ピヨリタンされる。
ジャン・カルロ・ウンチーニ
私立レーベル学園教師でフランス語担当。顔がヤスオに似ており、彼も脱腸で入院していたが、学園に復帰した。ヤスオとは対照的に人気者。だが彼も、順にピヨリタンされることを望む変態教師であった。

### その他
三浦静香（みうら しずか）
清溪学園という女子校の2年生。お嬢様らしい気品を漂わせ抜群のプロポーションをしている。性格は異常に素直で服を脱ぐように言われると男の前でも何のためらいもなく脱いでしまうほど。彼女の側には親衛隊が付き従っていて彼女に手を出そうとする輩は親衛隊の肉体的制裁を以て排除される。佐々木まさしによってピヨリタンのターゲットとして順に紹介された。しかし彼女もまたピヨリタンが効かない体質であり、ピヨリタンをマッサージ扱いし順のプライドを傷つけた。だが泰造のピヨリタンは効果があった。順を「ピヨリタンさん」と呼ぶ。フィギュアスケートが得意。スリーサイズはB89W54H91。
若葉薫（わかば かおり）
海の家若葉の看板娘。中学2年生。性格は暗く引っ込み思案。そのため客寄せの時ももじもじしていて客を捕まえられず悩んでいる。その様子を見た順たちが来店し客寄せを手伝い、そこから順たちと慣れ親しんでいき少しずつ心の明るさを表に出すようになり客寄せの方も波に乗り始めた。バストは95センチという巨乳でありピヨリタンをする側である順が快感を覚えさせられたほど。
久米のじいちゃん（くめのじいちゃん）
順の親戚の老人で、とある山の上の神社に住んでいる。エロ本を愛読しているスケベ老人。順同様、女子の身体を触るのが好きだが、俊敏さを生かす順とは異なり、親切を行いつつ、さりげなくばれないように触ったり、自らの気配を消して石に成りすます「石化けの術」で相手に気付かれない場所から触るのを得意とする。彼もまた、触れただけで相手のスリーサイズを読む事が可能。「久米の仙人」の生まれ変わりを自称しており、順もそれを信じ、彼を慕っている。
桂木美樹（かつらぎ みき）
香織の下着デザイン事務所に勤める眼鏡美人。巨乳。田舎は温泉宿を経営している。
竜子（たつこ）
美樹の田舎に住む、男のような顔をした女。貧乳。彼女の兄は美樹と同級生。仇名は「リュウちゃん」。男のようなしゃべり方をする。喧嘩も強くて女子を守っていたために女子から人気があった。趣味は釣り。
シン
竜子が思いを寄せる、巨乳好きのスケベ男。本名は不明。貧乳の竜子を馬鹿にしていたが、実は両思いであり、竜子がピヨリタンされた事をきっかけに、自分の思いに気付いた。
風見あつし（かざみ あつし）
私立武双学園中学に通う3年生で生徒会副会長。生徒会活動として池田順のピヨリタン活動を問題視する。
大神健一（おおがみ けんいち）
私立武双学園中学に通う2年生で生徒会書記。
市川春子（いちかわ はるこ）
私立武双学園中学に通う2年生で生徒会書記。内気な眼鏡っ娘。桜と共にピヨリタン撲滅のために順を監視するが、最終的には桜をかばってピヨリタンされる。それ以降は魅力が上がり、やや大胆になった。
ヤマザキ
私立武双学園中学に通う2年生。本名は不明。アニメ研究会に所属。得意なスポーツはバスケットボール。下着泥棒をしていたが、ヤスオによって制裁された。
タイラント片桐（たいらんと かたぎり）
物語後半で順の隣のクラスに転校してきた、大柄な2年生。タイラントというのは仇名で本名は不明。得意なスポーツはバスケットボールで、ヤマザキとコンビで活躍する。ヤマザキと共に下着泥棒をしていたが、彼もまたヤスオによって制裁された。
池上りょうこ（いけがみ りょうこ）
私立武双学園中学のスキー教室の先生で、初心者クラス担当。巨乳。優しい性格。スキーの苦手な順を教えていたが、彼がピヨリタンの情熱を出している間のみ、驚異的なスキー技術を発揮する事に興味を示し、それを利用して彼を育てようとする。
裏上ヒロシ（うらがみ ひろし）
冗尾久中学2年生で眼鏡の少年。ピヨリタンを徹底究明するために、後輩の小傘藁アキラと共に武双学園中学に潜入する。女好きでガンマニア。順に変装した事もある。
小傘藁アキラ（おがさわら あきら）
冗尾久中学1年生で眼鏡の少年。ヒロシのことを「あんちゃん」と呼んでいる。女好きでアニメオタク。チャバネゴキブリに化ける能力を持つ。猫化したユキちゃんが天敵。
佐々木亜美（ささき あみ）
霧島がアルバイトをしている喫茶店のバイト頭で大学生。格闘技好きでキックボクサー・古葉サトルのファン。バイトの欠員補充のために、霧島に頼まれて入ってきた順の教育係を担当する。最初はピヨリタンされる事を拒んでいたが、古葉にアピールするためにピヨリタンを利用しようと考えるようになる。スリーサイズはB91W57H89。
古葉サトル（こば さとる）
キックボクシングの日本チャンピオン。クールな性格。順以上の素早さを誇る。女には免疫が無く、ピヨリタンされた亜美の巨乳を顔に押し付けられて気絶した。
井出ユリ（いでゆり）
女子キックボクサー。山川マリとの試合中に乱入してきた順にピヨリタンされる。
山川マリ（やまかわまり）
女子キックボクサー。井出ユリとの試合中に乱入してきた順にピヨリタンされる。